# Oculina arbuscula
Oculina arbuscula är en korallart som beskrevs av Agassiz 1864. Oculina arbuscula ingår i släktet Oculina och familjen Oculinidae. Inga underarter finns listade i Catalogue of Life.